# Baturyn
Baturyn (in ucraino Батурин?, Baturyn; in russo Батурин?, Baturin) è una città ucraina (2 406 abitanti) nel distretto di Nižyn, nell'oblast' di Černihiv. Ospita l'amministrazione della comunità territoriale di Baturyn, una delle comunità territoriali dell'Ucraina.
Fino al 18 luglio 2020 Baturyn apparteneva al distretto di Bachmač. Il distretto è stato abolito nel luglio 2020 come parte della riforma amministrativa dell'Ucraina, che ha ridotto a cinque il numero dei distretti dell'oblast' di Černihiv.L'area del distretto di  Bachmač è stata fusa nel distretto di Nižyn.

## Geografia
La cittadina si trova nella parte centrale dell'oblast' di Černihiv ad un'altitudine di 145 m s.l.m. sulla riva sinistra del fiume Sejm. Il capoiluogo della regione, Černihiv, dista circa 130 km in direzione ovest. 
A Baturyn si intersecano la strada regionale P–61 e l'autostrada M 02 che fa parte della Strada europea E101. 

## Storia
L'insediamento ebbe origine da una fortezza che il granduca di Černihiv aveva fatto erigere in quel luogo. Baturyn risulta citato per la prima volta in un documento del XVII secolo. 
L'area faceva parte della Confederazione polacco-lituana ma nel 1648, in seguito alla Rivolta di Chmel'nyc'kyj, se ne staccò e Baturin divenne il centro regionale di un'entità cosacca (sotnja). Tra il 1669 ed il 1708 Baturyn fu capitale di un etmanato cosacco, alleato all'impero russo.
Sotto il comando dell'atamano Ivan Mazeppa la città crebbe rapidamente fino a 20 000 abitanti.
Allora Baturyn contava più di quaranta chiese e cappelle, due conventi e un collegio per funzionari dello stato e diplomatici. Nel corso della Grande guerra del Nord, nella quale i cosacchi erano alleati della Svezia di Carlo XII, la città fu rasa al suolo dall'armata russa agli ordini di Menšikov e gli abitanti e difensori della città furono massacrati. Il numero stimato delle vittime è compreso tra 13 e 15 mila.
La città fu ricostruita nel decennio del 1750 e divenne nuovamente capitale di un atmanato sotto l'atamano Kirill Grigor'evič Razumovskij (Кирило Григорович Розумовський) finché la zarina Caterina la Grande non sciolse lo stato cosacco. Dopo la morte di Rozumovs'kyj la città perdette la sua importanza, cosicché oggi è un piccolo insediamento a prevalente economia agricola. 
A partire dal 2001 sono state condotte estese campagne di scavi con l'obiettivo di risalire alle strutture medievali della città, durante gli scavi sono state trovate fondamenta di numerosi edifici e resti che testimoniano del massacro del 1708.

## Monumenti e luoghi d'interesse
- Cittadella della fortezza di Baturyn
- Palazzo Razumovskij restaurato nel 2009.